# Lipové dřevo
Lipové dřevo je název pro dřevo různých druhů lip (rod Tilia), které se používají pro své dřevo. V Evropě se jedná o lípu malolistou, lípu velkolistou a lípu obecnou. V pozdní gotice bylo lipové dřevo preferovaným dřevem pro sochařství a řezbářství. Dnes se lipové dřevo používá stále hlavně v sochařství, v řezbářství a k soustružení, protože se dá dobře opracovávat ve všech směrech. Častěji se ale používá dřevo borovice vejmutovky.

## Původ
Lipové dřevo je dřevo lípy malolisté (Tilia cordata), lípy velkolisté (Tilia platyphyllos) a lípy obecné (Tilia × vulgaris, syn. Tilia europaea), která je křížencem prvních dvou jmenovaných dřevin. Přirozený výskyt lípy malolisté je od severní Evropy přes střední Evropu až po východní Evropu. Východní hranici rozšíření tvoří pohoří Ural a Černé moře. Přirozený výskyt lípy velkolisté je v jižní části Evropy, východní hranici tvoří Kavkaz a severní německá pohoří. Oba druhy se pěstují po celé Evropě. Jako lesní dřevina byla lípa ve střední Evropě odsunuta do pozadí ve prospěch buku, protože jeho dřevo bylo považováno za hodnotnější jako užitkové a palivové dřevo.

## Vzhled
Lípy patří mezi dřeviny a mají světlé jádrové dřevo, které se barevně neliší od běli. Dřevo je světlé, bělavé až nažloutlé, často má načervenalý nebo nahnědlý nádech a matně se leskne. Vzácněji je zelenavě pruhované nebo skvrnité. Velmi jemné cévy jsou roztroušeně pórovité a velmi pravidelně uspořádané. Cévy a dřeňové paprsky jsou na příčném řezu vidět jen nezřetelně. Na radiálních plochách vytvářejí dřevěné paprsky snadno rozpoznatelné lesklé proužky, tzv. zrcadélka vysoká až 2 milimetry. Letokruhy jsou jen slabě oddělené. Dřevo lip nelze rozlišit mikroskopicky ani makroskopicky.
Poznámka: Řez příčný, transverzální, je veden kolmo k podélné ose kmene. Řez podélný, radiální, prochází podélnou osou kmene. Oba řezy jsou na sebe navzájem kolmé.